# Universidad Academia de Humanismo Cristiano
Universidad Academia de Humanismo Cristiano – prywatna uczelnia w Chile, zlokalizowana w Santiago. 